# Gare de Gros
La gare de Gros est une halte ferroviaire situé dans la commune espagnole de Saint-Sébastien dans la province de Guipuscoa, communauté autonome du Pays basque.
Elle est desservie par la ligne C-1 du réseau de Cercanías Saint-Sébastien exploitée par la Renfe.

## Situation ferroviaire
La gare se trouve au point kilométrique 623,10 de la ligne à écartement ibérique de Madrid à Hendaye, à 7,37 mètres d'altitude, entre les gares de Saint-Sébastien (vers Madrid-Chamartín-Clara Campoamor) et d'Ategorrieta (en direction d'Hendaye).
La gare est dotée de deux voies encadrées par deux quais latéraux.

## Histoire
La gare a été inaugurée le 18 octobre 1863 avec la mise en service du tronçon Irun-Saint-Sébastien de la ligne de Madrid à Hendaye. Son exploitation a initialement été confiée à la Compañía de los Caminos de Hierro del Norte de España jusqu'en 1941 où l'entreprise a été intégrée à la Renfe à la suite de la nationalisation du secteur ferroviaire. Depuis le 31 décembre 2004, la gestion de l'infrastructure et de l'exploitation ont été séparées en deux entités distinctes : la ligne appartient à ADIF tandis que la Renfe exploite les trains qui y circulent.

## Service des voyageurs

### Accueil
Gare d'ADIF, elle est dotée de deux entrées, de chaque côté de la voie. L'entrée du côté de la voie vers Irun est ouverte dès que la gare est couverte et abrite un guichet de vente Renfe ainsi qu'un distributeur automatique de titres de transport. Les voyageurs doivent passer des portiques de validation avant d'accéder aux quais. Une fois passés ces portiques, un passage sous la voie permet de relier les deux quais.
La gare est accessible aux personnes à mobilité réduite.

### Desserte
La gare est desservie par l'ensemble des trains de banlieue de la ligne C-1 des Cercanías Saint-Sébastien.

### Intermodalité
La gare est en correspondance avec les lignes 13, 14, 27, 29, 31, 33, 36, 37 et 46 du réseau urbain d'autobus DBUS à l'arrêt Pinudi/Pinares.